# Lý thuyết phiếm hàm mật độ
Lý thuyết phiếm hàm mật độ (tiếng Anh: Density Functional Theory) là một lý thuyết được dùng để mô tả các tính chất của hệ electron trong nguyên tử, phân tử, vật rắn,... trong khuôn khổ của lý thuyết lượng tử. Trong lý thuyết này, các tính chất của hệ N electron được biểu diễn qua hàm mật độ electron của toàn bộ hệ (là hàm của 3 biến tọa độ không gian) thay vì hàm sóng (là hàm của 3N biến tọa độ không gian). Vì vậy, lý thuyết hàm mật độ có ưu điểm lớn (và hiện nay đang được sử dụng nhiều nhất) trong việc tính toán các tính chất vật lý cho các hệ cụ thể xuất phát từ những phương trình rất cơ bản của vật lý lượng tử.

## Lịch sử
Ý tưởng dùng hàm mật độ để mô tả các tính chất của hệ electron được nêu trong các công trình của Llewellyn Hilleth Thomas và Enrico Fermi ngay từ khi cơ học lượng tử mới ra đời. Đến năm 1964, Pierre Hohenberg và Walter Kohn chứng minh chặt chẽ hai định lý cơ bản, là nền tảng của lý thuyết phiếm hàm mật độ. Hai định lý khẳng định năng lượng ở trạng thái cơ bản là một phiếm hàm của mật độ electron, do đó về nguyên tắc có thể mô tả hầu hết các tính chất vật lý của hệ electron qua hàm mật độ. Một năm sau, W. Kohn và Lu Jeu Sham nêu ra quy trình tính toán để thu được gần đúng mật độ electron ở trạng thái cơ bản trong khuôn khổ lý thuyết DFT. Từ những năm 1980 đến nay, cùng với sự phát triển tốc độ tính toán của máy tính điện tử, lý thuyết DFT được sử dụng rộng rãi và hiệu quả trong các ngành khoa học như: vật lý chất rắn, hóa học lượng tử, vật lý sinh học, khoa học vật liệu,.... W. Kohn đã được ghi nhận những đóng góp của ông cho việc phát triển lý thuyết phiếm hàm mật độ bằng giải thưởng Nobel Hóa học năm 1998 .

## Xấp xỉ Thomas-Fermi (Thomas-Fermi Approximation)
Trong xấp xỉ Thomas và Fermi, động năng của hệ electron được lấy xấp xỉ bằng một phiếm hàm tường minh của mật độ có biểu thức tương tự như biểu thức của hệ electron không tương tác, năng lượng tương tác giữa các electron được xấp xỉ đơn giản bằng năng lượng tương tác tĩnh điện (electrostatic energy). Dạng tường minh của phiếm hàm năng lượng được viết như sau
{\displaystyle E_{TF}[n(\mathbf {r} )]={\frac {3}{10}}(3\pi )^{2/3}\int n(\mathbf {r} )^{5/3}d\mathbf {r} +{\frac {1}{2}}\int \int {\frac {n(\mathbf {r_{1}} )n(\mathbf {r_{2}} )}{|\mathbf {r_{1}} -\mathbf {r_{2}} |}}d\mathbf {r_{1}} d\mathbf {r_{2}} +\int V_{ext}(\mathbf {r} )n(\mathbf {r} )d\mathbf {r} .}
Mật độ electron ở trạng thái cơ bản được tìm từ điều kiện cực tiểu của phiếm hàm năng lượng, chẳng hạn bằng phương pháp nhân tử Lagrange. Kết quả của phép xấp xỉ này khi áp dụng cho các hệ electron trong nguyên tử, phân tử là khá khiêm tốn. Mặc dù cho dáng điệu của mật độ electron tương đối chính xác về mặt định tính, nhưng hoàn toàn không phù hợp về định lượng. Từ đó dẫn đến những kết quả phi vật lý chẳng hạn như không mô tả được cấu trúc lớp (shell structure) của electron trong nguyên tử, không dẫn tới liên kết hóa học trong phân tử,... Điều này hoàn toàn có thể hiểu được bởi với các hệ electron trong nguyên tử, phân tử thì phép xấp xỉ cho số hạng động năng như trên là khá "thô thiển" (chỉ là xấp xỉ tốt cho những hệ mà mật độ electron gần như không đổi). Hơn nữa, phần năng lượng tương tác electron-electron (do bản chất lượng tử của chuyển động) đóng góp vào tổng năng lượng của trạng thái cơ bản là năng lượng trao đổi (exchange) và tương quan (correlation) đều bị loại bỏ. Những khiếm khuyết này được khắc phục phần lớn trong phương trình của Kohn và Sham, làm nên thành công của lý thuyết DFT.

## Định lý Hohenberg-Kohn
Mặc dù được sử dụng rất sớm nhưng phải đến năm 1964 ý tưởng mô tả các tính chất trạng thái cơ bản của hệ electron thông qua hàm mật độ của hệ mới được khẳng định chắc chắn bằng định lý Hohenberg-Kohn thứ nhất:
Với một hệ bất kỳ gồm các hạt tương tác với nhau và với trường ngoài (thể hiện bởi thế {\displaystyle V_{ext}(\mathbf {r} )}), thì thế bên ngoài này được xác định duy nhất (sai khác hằng số cộng) bởi mật độ ở trạng thái cơ bản của các hạt {\displaystyle n_{0}(\mathbf {r} )}.
Điều này có nghĩa là không thể tồn tại hai trường thế (sai khác một hằng số cộng) cho cùng một mật độ trạng thái cơ bản. Một hệ quả quan trọng của định lý là Hamiltonian của hệ, và do đó cả hàm sóng, cũng được xác định hoàn toàn bởi {\displaystyle n_{0}(\mathbf {r} )}. Nói cách khác, các tính chất của hệ hoàn toàn được xác định khi biết mật độ trạng thái cơ bản.